# Micrixalus phyllophilus
Espèce
Synonymes
- Limnodytes phyllophila Jerdon, 1854
- Ixalus opisthorhodus Günther, 1869 "1868"

Statut de conservation UICN

 VU B1ab(iii) : Vulnérable
Micrixalus phyllophilus est une espèce d'amphibiens de la famille des Micrixalidae.

## Répartition
Cette espèce est endémique du Tamil Nadu en Inde. Elle se rencontre à Avalanche, à Longwood Shola et à Naduvattam dans le district des Nilgiris au-dessus de 1 800 m d'altitude dans les Ghâts occidentaux.

## Description
Le mâle néotype mesure 22,5 mm.

## Publication originale
- Jerdon, 1854 "1853" : Catalogue of Reptiles inhabiting the Peninsula of India. Journal of the Asiatic Society of Bengal, vol. 22, p. 522-534 (texte intégral).